# Конституционный суд Кыргызстана
Конституционный суд Кыргызской Республики —  высший судебный орган,  осуществляющий конституционный контроль посредством конституционного судопроизводства в целях защиты основ конституционного строя, основных прав и свобод человека и гражданина, обеспечения верховенства и прямого действия Конституции, действующий с 1990 г.
В 1989 году был принят закон о создании Комитета конституционного надзора КССР. В 1990 г. ККН был упразднён, принят закон о создании Конституционного суда КР, и назначен его первый председатель А. Шаршеналиев.
Законы о деятельности Конституционного суда КР были приняты в 1993 г. Состав — 9 судей, избираемых парламентом по представлению президента. Срок полномочий судей составлял 15 лет, по Декабрьской конституции 2006 г. (отменена в сентябре 2007 г.) — 10 лет, под конец существования суда — до достижения судьями предельного возраста в 70 лет. Первое решение КС КР принял в ноябре 1995 года.
Конституционный суд:
- признает неконституционными законы и иные нормативные правовые акты в случае их противоречия Конституции;
- дает официальное толкование норм Конституции;
- дает заключение о конституционности не вступивших в силу международных договоров, участницей которых является Киргизская Республика;
- разрешает споры о компетенции между ветвями государственной власти;
- дает заключение к проекту закона об изменениях и дополнениях в Конституцию;
- дает заключение о соблюдении установленного порядка выдвижения обвинения против Президента.[7]

В 2002 г. парламентский комитет рекомендовал правительству объединить КС с Верховным и Высшим арбитражным судами. В 2005 г., после признанной Конституционным судом смены власти, в пакете конституционных поправок, подготовленном Конституционным совещанием, выдвигалась идея ликвидации КС.
В 2007 году суд признал неконституционными поправки, внесённые в конституцию в 2006 г. Парламент счёл решение неправосудным, выразил недоверие составу Конституционного суда КР и создал возглавляемую депутатом А. Бекназаровым депутатскую комиссию по изучению деятельности Конституционного суда, начиная с 1993 года; в ответ председатель КС направила письмо президенту  Бакиеву, отметив, что парламент имеет лишь право заслушать ежегодный доклад КС. Венецианская комиссия в декабре отметила, что «действительно очень необычно, если не беспрецедентно, что Конституционный суд КР объявляет весь текст действующей Конституции неконституционным»
В 2009 г. ряд депутатов парламента критиковал суд за пассивность — в 2008 году состоялось 25 заседаний и вынесены решения по 10 делам. В 2009 году был упрощен порядок обращений в Конституционный суд; по 12 обращениям были вынесены решения.
Суд был распущен 7 апреля 2010 года в ходе революции., а с принятием новой конституции в июне упразднён. Венецианская комиссия высказала критику упразднения КС. В сентябре 2010 года было возбуждено уголовное дело по факту превышения полномочий и неправосудных решений бывших судей КС, с указанием на решение 2007 года об отмене редакции конституции 2006 года (отмечались также более ранние решения КС, но со времени их принятия прошёл срок давности) в октябре — опубликовано письмо бывших судей КС, считающих своё уголовное преследование незаконным, президенту.
27 июня 2010 года была образована Конституционная палата Верховного суда Киргизской Республики.
Касымалиев Муканбет Шадыканович избран председателем Конституционной палаты Верховного суда КР;
Мамыров Эркинбек Тобокелович избран заместителем председателя Конституционной палаты Верховного суда КР;
Айдарбекова Чынара Аскарбековна избрана секретарем Конституционной палаты Верховного суда КР. 
С 2010 года по 2021 год действовала Конституционная палата Верховного суда Кыргызской Республики.
5 мая 2021 года Конституционная палата Верховного суда Кыргызской Республики была преобразована в Конституционный суд Кыргызской Республики.

## Председатели
- Баекова Чолпон Турсуновна (1993-2007)
- Светлана Калдарбековна Сыдыкова (2008—2010)[20][21]
- Касымалиев Мукамбет Шадыканович (2013-2016)
- Мамыров Эркинбек Тобокелович (2016-2019)
- Дуйшеев Карыбек Арстанбекович (2019-2022)
- Осконбаев Эмиль Жолдошевич (2022- по настоящее время)